# Guinea en los Juegos Olímpicos de Sídney 2000
Guinea estuvo representada en los Juegos Olímpicos de Sídney 2000 por seis deportistas, tres hombres y tres mujeres, que compitieron en cuatro deportes.
El portador de la bandera en la ceremonia de apertura fue el atleta Joseph Loua. El equipo olímpico guineano no obtuvo ninguna medalla en estos Juegos.